# Mimonthophagus pictisternum
Mimonthophagus pictisternum är en skalbaggsart som beskrevs av D'orbigny 1902. Mimonthophagus pictisternum ingår i släktet Mimonthophagus och familjen bladhorningar. Inga underarter finns listade i Catalogue of Life.